# Rostbukig paradismonark
Rostbukig paradismonark (Terpsiphone rufiventer) är en fågel i familjen monarker inom ordningen tättingar.

## Utseende och läte
Båda könen av rostbukig paradismonark uppvisar helsvart huvud, roströd undersida, blå näbb och blå ring kring ögat. Hanen varierar i övrigt kraftigt i olika delar av utbredningsområdet, där vingen kan vara roströd eller ha en vit strimma, ryggen roströd eller grå och de centrala stjärtpennorna bara något eller kraftigt förlängda. Lätet består av "shreet"-toner och sången är en snabb och bubblande serie med "twee". 

## Utbredning och systematik
Rostbukig paradismonark delas in i elva underarter i tre grupper med följande utbredning:
- rufiventer-gruppen
  - T. r. rufiventer – Senegal och Gambia till Guinea-Bissau och västra Guinea
  - T. r. nigriceps – Sierra Leone till Togo och sydvästra Benin
  - T. r. fagani – Benin och sydvästra Nigeria
  - T. r. schubotzi – sydöstra Kamerun och sydvästra Centralafrikanska republiken
  - T. r. mayombe – Republiken Kongo och västra Demokratiska republiken Kongo (Lukolela, Mayombe och Ubangi)
  - T. r. somereni – skogar i västra Uganda
  - T. r. emini – sydöstra Uganda till västligaste Kenya och nordvästra Tanzania
  - T. r. ignea – östra Centralafrikanska republiken till södra Demokratiska republiken Kongo, nordöstra Angola och nordvästra Zambia
- tricolor/neumanni-gruppen
  - T. r. tricolor – ön Bioko i Guineabukten
  - T. r. neumanni – sydöstra Nigeria, södra Kamerun, Gabon, Cabinda och norra Angola
- T. r. smithii – på Annobón (Guineabukten)

## Levnadssätt
Rostbukig paradismonark hittas i olika skogstyper, men även i plantage och buskage. Fågeln rör sig aktivt och rastlöst i skogens mellersta skikt, ofta som en del av kringvandrande födosökande artblandade flockar.

## Status och hot
Arten har ett stort utbredningsområde, men tros minska i antal, dock inte tillräckligt kraftigt för att den ska betraktas som hotad. Internationella naturvårdsunionen IUCN listar arten som livskraftig (LC).